# Lyopsetta exilis
Lyopsetta exilis är en fiskart som först beskrevs av Jordan och Gilbert, 1880.  Lyopsetta exilis ingår i släktet Lyopsetta och familjen flundrefiskar. IUCN kategoriserar arten globalt som livskraftig. Inga underarter finns listade i Catalogue of Life.